# Louis Édouard de Boufflers-Rouverel
Louis Édouard de Boufflers (* 3. Dezember 1746; † 1795), Comte de Boufflers, war ein französischer Adliger und Militär.

## Leben
Louis Édouard de Boufflers war das einzige Kind von Édouard de Boufflers († 1764), Marquis de Boufflers et de Rouverel, und Marie Charlotte Hippolyte de Campet de Saujon († 1800).
1770 war er Mestre-de-camp-lieutenant im Régiment de Conti dragons; nach dem Tod des Prince de Conti (2. August 1776) wurde er Mestre de camp des Regiments, das ab dem 12. September Régiment de Boufflers genannt wurde. Am 5. Dezember 1781 wurde er Brigadier der Dragoner, dann Ritter im Ordre royal et militaire de Saint-Louis. Am 9. März 1788 wurde zum Maréchal de camp befördert.

## Ehe und Familie
Louis Édouard de Boufflers heiratete am 7. Dezember 1768 Amélie Constance Puchot des Alleurs (* um 1751 in Konstantinopel; † Mai 1825), Tochter von Comte Roland Puchot, französischer Botschafter in Polen, dann in Konstantinopel, und Maria Prinzessin Lubomirska, einer Tochter von Fürst Alexander Jakob Lubomirski. Ihr einziges Kind war Comte Amédée Joseph (alias Emmanuel) de Boufflers-Rouvenel (* um November 1783; † April 1858), der unverheiratet blieb und ohne Nachkommen starb.